# Antonio Vázquez (futbolista)
Antonio Vázquez (nacido en Rosario) fue un futbolista argentino que se desempeñaba como delantero, y desarrolló su carrera íntegramente en Rosario Central.

## Carrera
Este futbolista participó en los albores del fútbol organizado en Argentina. Por esto, la información estadística de su carrera no está completa. Se desempeñaba como entreala, tanto como por derecha como por izquierda. Su debut se produjo durante 1905, año en el que la recientemente creada Liga Rosarina de Fútbol inauguró sus torneos oficiales, disputándose la Copa Santiago Pinasco, considerada de segunda división. Esto impedía tanto a Rosario Central como a Atlético del Rosario participar con sus habiatuales titulares, ya que ambos clubes venían teniendo participación oficial en copas nacionales, lo cual posibilitó el debut de varios futbolistas en el cuadro auriazul.
Ya afirmado en el equipo titular, en 1907 le marcó un gol a Newell's Old Boys en la primera victoria centralista ante este rival (2-0), en cotejo válido por la Copa Nicasio Vila 1907 y disputado el 8 de septiembre. Al año siguiente obtuvo el primer título oficial para el club de origen ferroviario: la Copa Nicasio Vila 1908, torneo de liga de primera división rosarina. Vázquez fue goleador de su equipo con 11 tantos en 10 fechas, marcando 5 goles ante Newell's (cuatro en la goleada 9-3 del 2 de agosto y el restante en la victoria 3-0 del 20 de septiembre). Conformó la delantera junto a Francisco Recanzone, Arturo Woods, Harry Hayes y Daniel Green. También eran frecuentes participantes de la línea ofensiva Tito Corti y E. Palling. Cerró su participación en el primer equipo canalla en 1909; se le contabilizan al menos 24 partidos jugados y 18 goles anotados (9 de ellos a Newell's).
Goles a Newell's
| Fecha      | Torneo        | Resultado | Goles |
| ---------- | ------------- | --------- | ----- |
| 09-07-1907 | Copa Vila     | 3-5       |       |
| 08-09-1907 | Copa Vila     | 2-0       |       |
| 02-08-1908 | Copa Vila     | 9-3       |       |
| 20-09-1908 | Copa Vila     | 3-0       |       |
| 18-07-1909 | Copa de Honor | 2-3       |       |

## Clubes
| Club            | País      | Año       |
| --------------- | --------- | --------- |
| Rosario Central | Argentina | 1905-1909 |

## Palmarés
| Equipo          | País      | Título                  | Año  |
| --------------- | --------- | ----------------------- | ---- |
| Rosario Central | Argentina | Liga Rosarina de Fútbol | 1908 |